# Formule 1 in 1980
Het Formule 1-seizoen 1980 was het 31ste FIA Formula One World Championship seizoen. Het begon op 13 januari en eindigde op 5 oktober na veertien races.
De Australiër Alan Jones werd voor de eerste en enige keer wereldkampioen.
Patrick Depailler stierf door een ernstig ongeluk tijdens een test op de Hockenheimring.

## Kalender
| GP nr. | Ronde | Grand Prix                      | Circuit                                                                     | Plaats                  | Datum        |
| ------ | ----- | ------------------------------- | --------------------------------------------------------------------------- | ----------------------- | ------------ |
| 329    | 1     | GP van Argentinië               | Autódromo Municipal del Parque Almirante Brown de la Ciudad de Buenos Aires | Buenos Aires            | 13 januari   |
| 330    | 2     | GP van Brazilië                 | Interlagos                                                                  | São Paulo               | 27 januari   |
| 331    | 3     | GP van Zuid-Afrika              | Kyalami Grand Prix Circuit                                                  | Midrand                 | 1 maart      |
| 332    | 4     | GP van de Verenigde Staten West | Long Beach GP Circuit                                                       | Long Beach (Californië) | 30 maart     |
| 333    | 5     | GP van België                   | Circuit Zolder                                                              | Heusden-Zolder          | 4 mei        |
| 334    | 6     | GP van Monaco                   | Circuit de Monaco                                                           | Monte Carlo             | 18 mei       |
| 335    | 7     | GP van Frankrijk                | Circuit Paul Ricard                                                         | Le Castellet            | 29 juni      |
| 336    | 8     | GP van Groot-Brittannië         | Brands Hatch                                                                | West Kingsdown          | 13 juli      |
| 337    | 9     | GP van Duitsland                | Hockenheimring                                                              | Hockenheim              | 10 augustus  |
| 338    | 10    | GP van Oostenrijk               | Österreichring                                                              | Spielberg               | 17 augustus  |
| 339    | 11    | GP van Nederland                | Circuit Park Zandvoort                                                      | Zandvoort               | 31 augustus  |
| 340    | 12    | GP van Italië                   | Autodromo Dino Ferrari                                                      | Imola                   | 14 september |
| 341    | 13    | GP van Canada                   | Circuit Île Notre-Dame                                                      | Montreal (Quebec)       | 28 september |
| 342    | 14    | GP van de Verenigde Staten      | Watkins Glen International                                                  | Watkins Glen (New York) | 5 oktober    |

Opmerking: De Grand Prix van Brazilië zou oorspronkelijk op het Circuit van Jacarepaguá in Rio de Janeiro verreden worden. Dit circuit, dat op een moeras werd gebouwd was op bepaalde stukken weggezakt en de race werd verplaatst naar het Interlagos-circuit in São Paulo.

### Niet afgelast, niet tellend voor kampioenschap
De Grand Prix van Spanje werd niet afgelast en zoals gepland op 1 juni verreden. Er was echter onenigheid tussen de Fédération Internationale du Sport Automobile (FISA) en de Formula One Constructors' Association (FOCA) over de grondeffect-aerodynamica. Op de vrijdag voor de race werd besloten dat de race niet onder FISA-reglementen gehouden zou worden en dus niet mee zou tellen voor voor het wereldkampioenschap. Hierdoor besloten Ferrari, Renault en Alfa Romeo zich voor de race terug te trekken. De race werd gewonnen door Alan Jones in een Williams.
| Ronde | Grand Prix    | Circuit                        | Plaats                     | Datum  |
| ----- | ------------- | ------------------------------ | -------------------------- | ------ |
| 7     | GP van Spanje | Circuito Permanente del Jarama | San Sebastián de los Reyes | 1 juni |

### Afgelast
- De Grand Prix van Mexico werd afgelast omdat het circuit in Mexico-Stad niet op tijd gerenoveerd was.[2]
- De Grand Prix van Zweden werd net als in 1979 afgelast omdat er weinig enthousiasme voor een Formule 1-wedstrijd was in Zweden na de dood van de Zweedse coureurs Ronnie Peterson en Gunnar Nilsson in 1978. Er zou nooit meer een Grand Prix in Zweden verreden worden.[2]
- De Grand Prix van Las Vegas, oorspronkelijk gepland voor 2 november, werd afgelast en verschoven naar 1981.[3]

| Ronde | Grand Prix       | Circuit                           | Plaats             | Originele datum |
| ----- | ---------------- | --------------------------------- | ------------------ | --------------- |
| 5     | GP van Mexico    | Autódromo Hermanos Rodríguez      | Mexico-Stad        | 13 april        |
| 8     | GP van Zweden    | Scandinavian Raceway              | Anderstorp         | 14 juni         |
| 16    | GP van Las Vegas | Caesars Palace Grand Prix Circuit | Las Vegas (Nevada) | 2 november      |

## Resultaten en klassement

### Grands Prix
| Ronde | Grand Prix                      | Poleposition          | Snelste ronde    | Winnende coureur      | Winnende constructeur | Banden | Verslag |
| ----- | ------------------------------- | --------------------- | ---------------- | --------------------- | --------------------- | ------ | ------- |
| 1     | GP van Argentinië               | Alan Jones            | Alan Jones       | Alan Jones            | Williams-Ford         | G      | Verslag |
| 2     | GP van Brazilië                 | Jean-Pierre Jabouille | René Arnoux      | René Arnoux           | Renault               | M      | Verslag |
| 3     | GP van Zuid-Afrika              | Jean-Pierre Jabouille | René Arnoux      | René Arnoux           | Renault               | M      | Verslag |
| 4     | GP van de Verenigde Staten West | Nelson Piquet         | Nelson Piquet    | Nelson Piquet         | Brabham-Ford          | G      | Verslag |
| 5     | GP van België                   | Alan Jones            | Jacques Laffite  | Didier Pironi         | Ligier-Ford           | G      | Verslag |
| 6     | GP van Monaco                   | Didier Pironi         | Carlos Reutemann | Carlos Reutemann      | Williams-Ford         | G      | Verslag |
| 7     | GP van Frankrijk                | Jacques Laffite       | Alan Jones       | Alan Jones            | Williams-Ford         | G      | Verslag |
| 8     | GP van Groot-Brittannië         | Didier Pironi         | Didier Pironi    | Alan Jones            | Williams-Ford         | G      | Verslag |
| 9     | GP van Duitsland                | Alan Jones            | Alan Jones       | Jacques Laffite       | Ligier-Ford           | G      | Verslag |
| 10    | GP van Oostenrijk               | René Arnoux           | René Arnoux      | Jean-Pierre Jabouille | Renault               | M      | Verslag |
| 11    | GP van Nederland                | René Arnoux           | René Arnoux      | Nelson Piquet         | Brabham-Ford          | G      | Verslag |
| 12    | GP van Italië                   | René Arnoux           | Alan Jones       | Nelson Piquet         | Brabham-Ford          | G      | Verslag |
| 13    | GP van Canada                   | Nelson Piquet         | Didier Pironi    | Alan Jones            | Williams-Ford         | G      | Verslag |
| 14    | GP van de Verenigde Staten      | Bruno Giacomelli      | Alan Jones       | Alan Jones            | Williams-Ford         | G      | Verslag |

### Puntentelling
Punten worden toegekend aan de top zes geklasseerde coureurs. 
| Positie | 01e0 | 02e0 | 03e0 | 04e0 | 05e0 | 06e0 |
| Punten  | 9    | 6    | 4    | 3    | 2    | 1    |

### Klassement bij de coureurs
De vijf beste resultaten van de eerste zeven wedstrijden en de vijf beste resultaten van de laatste zeven wedstrijden tellen mee voor de eindstand. Bij "Punten" staan de getelde kampioenschapspunten gevolgd door de totaal behaalde punten tussen haakjes.
| Pos. | Nr                        | Coureur               | Grands Prix | Grands Prix | Grands Prix | Grands Prix | Grands Prix | Grands Prix | Grands Prix | Grands Prix | Grands Prix | Grands Prix | Grands Prix | Grands Prix | Grands Prix | Grands Prix | Punten  |
| Pos. | Nr                        | Coureur               | ARG         | BRA         | ZAF         | VSW         | BEL         | MON         | FRA         | GBR         | DUI         | OOS         | NED         | ITA         | CAN         | VST         | Punten  |
| ---- | ------------------------- | --------------------- | ----------- | ----------- | ----------- | ----------- | ----------- | ----------- | ----------- | ----------- | ----------- | ----------- | ----------- | ----------- | ----------- | ----------- | ------- |
| 1    | 27                        | Alan Jones            | 1PS0        | 3           | DNF         | DNF         | 2P          | DNF         | 1S          | 1           | (3)PS0      | 2           | 11          | 2S          | 1           | 1S          | 67 (71) |
| 2    | 5                         | Nelson Piquet         | 2           | DNF         | 4           | 1PS0        | DNF         | 3           | 4           | 2           | 4           | 5           | 1           | 1           | DNFP        | DNF         | 54      |
| 3    | 28                        | Carlos Reutemann      | DNF         | DNF         | 5           | DNF         | 3           | 1S          | 6           | 3           | 2           | 3           | (4)         | (3)         | 2           | 2           | 42 (49) |
| 4    | 26                        | Jacques Laffite       | DNF         | DNF         | 2           | DNF         | 11S         | 2           | 3P          | DNF         | 1           | 4           | 3           | 9           | 8           | 5           | 34      |
| 5    | 25                        | Didier Pironi         | DNF         | 4           | 3           | 6           | 1           | DNFP        | 2           | DNFPS0      | DNF         | DNF         | DNF         | 6           | 3S          | 3           | 32      |
| 6    | 16                        | René Arnoux           | DNF         | 1S          | 1S          | 9           | 4           | DNF         | 5           | NC          | DNF         | 9PS0        | 2PS0        | 10P         | DNF         | 7           | 29      |
| 7    | 12                        | Elio de Angelis       | DNF         | 2           | DNF         | DNF         | 10          | 9           | DNF         | DNF         | 16          | 6           | DNF         | 4           | 10          | 4           | 13      |
| 8    | 15                        | Jean-Pierre Jabouille | DNF         | DNFP        | DNFP        | 10          | DNF         | DNF         | DNF         | DNF         | DNF         | 1           | DNF         | DNF         | DNF         |             | 9       |
| 9    | 29                        | Riccardo Patrese      | DNF         | 6           | DNF         | 2           | DNF         | 8           | 9           | 9           | 9           | 14          | DNF         | DNF         | DNF         | DNF         | 7       |
| 10   | 21                        | Keke Rosberg          | 3           | 9           | DNF         | DNF         | 7           | DNQ         | DNF         | DNQ         | DNF         | 16          | DNQ         | 5           | 9           | 10          | 6       |
| 11   | 7                         | John Watson           | DNF         | 11          | 11          | 4           | NC          | DNQ         | 7           | 8           | DNF         | DNF         | DNF         | DNF         | 4           | NC          | 6       |
| 12   | 4                         | Derek Daly            | 4           | 14          | DNF         | 8           | 9           | DNF         | 11          | 4           | 10          | DNF         | DNF         | DNF         | DNF         | DNF         | 6       |
| 13   | 3                         | Jean-Pierre Jarier    | DNF         | 12          | 7           | DNF         | 5           | DNF         | DNF         | 5           | 15          | DNF         | 5           | 13          | 7           | NC          | 6       |
| 14   | 2                         | Gilles Villeneuve     | DNF         | 16          | DNF         | DNF         | 6           | 5           | 8           | DNF         | 6           | 8           | 7           | DNF         | 5           | DNF         | 6       |
| 15   | 20                        | Emerson Fittipaldi    | NC          | 15          | 8           | 3           | DNF         | 6           | DNF         | 12          | DNF         | 11          | DNF         | DNF         | DNF         | DNF         | 5       |
| 16   | 8                         | Alain Prost           | 6           | 5           | DNS         |             | DNF         | DNF         | DNF         | 6           | 11          | 7           | 6           | 7           | DNF         | DNS         | 5       |
| 17   | 30                        | Jochen Mass           | DNF         | 10          | 6           | 7           | DNF         | 4           | 10          | 13          | 8           | DNQ         |             |             | 11          | DNF         | 4       |
| 18   | 23                        | Bruno Giacomelli      | 5           | 13          | DNF         | DNF         | DNF         | DNF         | DNF         | DNF         | 5           | DNF         | DNF         | DNF         | DNF         | DNFP        | 4       |
| 19   | 1                         | Jody Scheckter        | DNF         | DNF         | DNF         | 5           | 8           | DNF         | 12          | 10          | 13          | 13          | 9           | 8           | DNQ         | 11          | 2       |
| 20   | 11                        | Mario Andretti        | DNF         | DNF         | 12          | DNF         | DNF         | 7           | DNF         | DNF         | 7           | DNF         | 8           | DNF         | DNF         | 6           | 1       |
| 21   | 6                         | Héctor Rebaque        |             |             |             |             |             |             |             | 7           | DNF         | 10          | DNF         | DNF         | 6           | DNF         | 1       |
| 22   | 9                         | Marc Surer            | DNF         | 7           | DNS         |             |             |             | DNF         | DNF         | 12          | 12          | 10          | DNF         | DNQ         | 8           | 0       |
| 23   | 6                         | Ricardo Zunino        | 7           | 8           | 10          | DNF         | DNF         | DNQ         | DNF         |             |             |             |             |             |             |             | 0       |
| 24   | 50                        | Rupert Keegan         |             |             |             |             |             |             |             | 11          | DNQ         | 15          | DNQ         | 11          | DNQ         | 9           | 0       |
| 25   | 14                        | Clay Regazzoni        | NC          | DNF         | 9           | DNF         |             |             |             |             |             |             |             |             |             |             | 0       |
| 26   | 10 (3x)/ 9 (3x)/ 14 (8x)  | Jan Lammers           | DNQ         | DNQ         | DNQ         | DNF         | 12          | NC          | DNQ         | DNQ         | 14          | DNQ         | DNQ         | DNQ         | 12          | DNF         | 0       |
| 27   | 31                        | Eddie Cheever         | DNQ         | DNQ         | DNF         | DNF         | DNQ         | DNQ         | DNF         | DNF         | DNF         | DNF         | DNF         | 12          | DNF         | DNF         | 0       |
| 28   | 17 (5x)/ 41 (2x)/ 51 (1x) | Geoff Lees            |             |             | 13          | DNQ         | DNQ         | DNQ         | DNQ         |             |             |             | DNF         | DNQ         |             | DNQ         | 0       |
| —    | 22                        | Patrick Depailler     | DNF         | DNF         | NC          | DNF         | DNF         | DNF         | DNF         | DNF         |             |             |             |             |             |             | 0       |
| —    | 43                        | Nigel Mansell         |             |             |             |             |             |             |             |             |             | DNF         | DNF         | DNQ         |             |             | 0       |
| —    | 22                        | Vittorio Brambilla    |             |             |             |             |             |             |             |             |             |             | DNF         | DNF         |             |             | 0       |
| —    | 22                        | Andrea de Cesaris     |             |             |             |             |             |             |             |             |             |             |             |             | DNF         | DNF         | 0       |
| —    | 30 (1x)/ 43 (2x)          | Mike Thackwell        |             |             |             |             |             |             |             |             |             |             | DNQ         |             | DNF         | DNQ         | 0       |
| —    | 14                        | Tiff Needell          |             |             |             |             | DNF         | DNQ         |             |             |             |             |             |             |             |             | 0       |
| —    | 18                        | David Kennedy         | DNQ         | DNQ         | DNQ         | DNQ         | DNQ         | DNQ         | DNQ         |             |             |             |             |             |             |             | 0       |
| —    | 17                        | Stefan Johansson      | DNQ         | DNQ         |             |             |             |             |             |             |             |             |             |             |             |             | 0       |
| —    | 8                         | Stephen South         |             |             |             | DNQ         |             |             |             |             |             |             |             |             |             |             | 0       |
| —    | 43                        | Desiré Wilson         |             |             |             |             |             |             |             | DNQ         |             |             |             |             |             |             | 0       |
| —    | 9                         | Harald Ertl           |             |             |             |             |             |             |             |             | DNQ         |             |             |             |             |             | 0       |
| —    | 51                        | Kevin Cogan           |             |             |             |             |             |             |             |             |             |             |             |             | DNQ         |             | 0       |
| Pos. | Nr                        | Coureur               | ARG         | BRA         | ZAF         | VSW         | BEL         | MON         | FRA         | GBR         | DUI         | OOS         | NED         | ITA         | CAN         | VST         | Punten  |
| Pos. | Nr                        | Coureur               | Grands Prix |             |             |             |             |             |             |             |             |             |             |             |             |             | Punten  |

| Resultaat                       |
| ------------------------------- |
| Winnaar                         |
| Tweede plaats                   |
| Derde plaats                    |
| Gefinisht (punten behaald)      |
| Gefinisht (geen punten behaald) |
| Niet geklasseerd (NC)           |
| Uitgevallen (DNF)               |
| Niet gekwalificeerd (DNQ)       |
| Gediskwalificeerd (DSQ)         |
| Niet gestart (DNS)              |
| Gewond (INJ)                    |
| Uitgesloten (EX)                |
| Teruggetrokken (WD)             |
| Niet deelgenomen (blanco cel)   |
| P Pole position                 |
| S Snelste ronde                 |

### Klassement bij de constructeurs
Sinds 1979 tellen alle behaalde coureurspunten mee voor het constructeurskampioenschap.
| Pos. | Constructeur    | Nr. | Grands Prix | Grands Prix | Grands Prix | Grands Prix | Grands Prix | Grands Prix | Grands Prix | Grands Prix | Grands Prix | Grands Prix | Grands Prix | Grands Prix | Grands Prix | Grands Prix | Punten |
| Pos. | Constructeur    | Nr. | ARG         | BRA         | ZAF         | VSW         | BEL         | MON         | FRA         | GBR         | DUI         | OOS         | NED         | ITA         | CAN         | VST         | Punten |
| ---- | --------------- | --- | ----------- | ----------- | ----------- | ----------- | ----------- | ----------- | ----------- | ----------- | ----------- | ----------- | ----------- | ----------- | ----------- | ----------- | ------ |
| 1    | Williams-Ford   | 27  | 1PS0        | 3           | DNF         | DNF         | 2P          | DNF         | 1S          | 1           | 3PS0        | 2           | 11          | 2S          | 1           | 1S          | 120    |
| 1    | Williams-Ford   | 28  | DNF         | DNF         | 5           | DNF         | 3           | 1S          | 6           | 3           | 2           | 3           | 4           | 3           | 2           | 2           | 120    |
| 1    | Williams-Ford   | 43  |             |             |             |             |             |             |             | DNQ         |             |             |             |             |             |             | 120    |
| 1    | Williams-Ford   | 50  |             |             |             |             |             |             |             | 11          | DNQ         | 15          | DNQ         | 11          | DNQ         | 9           | 120    |
| 1    | Williams-Ford   | 51  |             |             |             |             |             |             |             |             |             |             |             |             | DNQ         | DNQ         | 120    |
| 2    | Ligier-Ford     | 25  | DNF         | 4           | 3           | 6           | 1           | DNFP        | 2           | DNFPS0      | DNF         | DNF         | DNF         | 6           | 3S          | 3           | 66     |
| 2    | Ligier-Ford     | 26  | DNF         | DNF         | 2           | DNF         | 11S         | 2           | 3P          | DNF         | 1           | 4           | 3           | 9           | 8           | 5           | 66     |
| 3    | Brabham-Ford    | 5   | 2           | DNF         | 4           | 1PS0        | DNF         | 3           | 4           | 2           | 4           | 5           | 1           | 1           | DNFP        | DNF         | 55     |
| 3    | Brabham-Ford    | 6   | 7           | 8           | 10          | DNF         | DNF         | DNQ         | DNF         | 7           | DNF         | 10          | DNF         | DNF         | 6           | DNF         | 55     |
| 4    | Renault         | 15  | DNF         | DNFP        | DNFP        | 10          | DNF         | DNF         | DNF         | DNF         | DNF         | 1           | DNF         | DNF         | DNF         |             | 38     |
| 4    | Renault         | 16  | DNF         | 1S          | 1S          | 9           | 4           | DNF         | 5           | NC          | DNF         | 9PS0        | 2PS0        | 10P         | DNF         | 7           | 38     |
| 5    | Lotus-Ford      | 11  | DNF         | DNF         | 12          | DNF         | DNF         | 7           | DNF         | DNF         | 7           | DNF         | 8           | DNF         | DNF         | 6           | 14     |
| 5    | Lotus-Ford      | 12  | DNF         | 2           | DNF         | DNF         | 10          | 9           | DNF         | DNF         | 16          | 6           | DNF         | 4           | 10          | 4           | 14     |
| 5    | Lotus-Ford      | 43  |             |             |             |             |             |             |             |             |             | DNF         | DNF         | DNQ         |             |             | 14     |
| 6    | Tyrrell-Ford    | 3   | DNF         | 12          | 7           | DNF         | 5           | DNF         | DNF         | 5           | 15          | DNF         | 5           | 13          | 7           | NC          | 12     |
| 6    | Tyrrell-Ford    | 4   | 4           | 14          | DNF         | 8           | 9           | DNF         | 11          | 4           | 10          | DNF         | DNF         | DNF         | DNF         | DNF         | 12     |
| 6    | Tyrrell-Ford    | 43  |             |             |             |             |             |             |             |             |             |             |             |             | DNF         | DNQ         | 12     |
| 7    | Arrows-Ford     | 29  | DNF         | 6           | DNF         | 2           | DNF         | 8           | 9           | 9           | 9           | 14          | DNF         | DNF         | DNF         | DNF         | 11     |
| 7    | Arrows-Ford     | 30  | DNF         | 10          | 6           | 7           | DNF         | 4           | 10          | 13          | 8           | DNQ         | DNQ         | DNQ         | 11          | DNF         | 11     |
| 8    | Fittipaldi-Ford | 20  | NC          | 15          | 8           | 3           | DNF         | 6           | DNF         | 12          | DNF         | 11          | DNF         | DNF         | DNF         | DNF         | 11     |
| 8    | Fittipaldi-Ford | 21  | 3           | 9           | DNF         | DNF         | 7           | DNQ         | DNF         | DNQ         | DNF         | 16          | DNQ         | 5           | 9           | 10          | 11     |
| 9    | McLaren-Ford    | 7   | DNF         | 11          | 11          | 4           | NC          | DNQ         | 7           | 8           | DNF         | DNF         | DNF         | DNF         | 4           | NC          | 11     |
| 9    | McLaren-Ford    | 8   | 6           | 5           | DNS         | DNQ         | DNF         | DNF         | DNF         | 6           | 11          | 7           | 6           | 7           | DNF         | DNS         | 11     |
| 10   | Ferrari         | 1   | DNF         | DNF         | DNF         | 5           | 8           | DNF         | 12          | 10          | 13          | 13          | 9           | 8           | DNQ         | 11          | 8      |
| 10   | Ferrari         | 2   | DNF         | 16          | DNF         | DNF         | 6           | 5           | 8           | DNF         | 6           | 8           | 7           | DNF         | 5           | DNF         | 8      |
| 11   | Alfa Romeo      | 22  | DNF         | DNF         | NC          | DNF         | DNF         | DNF         | DNF         | DNF         |             |             | DNF         | DNF         | DNF         | DNF         | 4      |
| 11   | Alfa Romeo      | 23  | 5           | 13          | DNF         | DNF         | DNF         | DNF         | DNF         | DNF         | 5           | DNF         | DNF         | DNF         | DNF         | DNFP        | 4      |
| 12   | ATS-Ford        | 9   | DNF         | 7           | DNS         | DNF         | 12          | NC          | DNF         | DNF         | 12          | 12          | 10          | DNF         | DNQ         | 8           | 0      |
| 12   | ATS-Ford        | 10  | DNQ         | DNQ         | DNQ         |             |             |             |             |             | DNQ         |             |             |             |             |             | 0      |
| 13   | Ensign-Ford     | 14  | NC          | DNF         | 9           | DNF         | DNF         | DNQ         | DNQ         | DNQ         | 14          | DNQ         | DNQ         | DNQ         | 12          | DNF         | 0      |
| 13   | Ensign-Ford     | 41  |             |             |             |             |             |             |             |             |             |             | DNF         | DNQ         |             |             | 0      |
| 14   | Osella-Ford     | 31  | DNQ         | DNQ         | DNF         | DNF         | DNQ         | DNQ         | DNF         | DNF         | DNF         | DNF         | DNF         | 12          | DNF         | DNF         | 0      |
| 15   | Shadow-Ford     | 17  | DNQ         | DNQ         | 13          | DNQ         | DNQ         | DNQ         | DNQ         |             |             |             |             |             |             |             | 0      |
| 15   | Shadow-Ford     | 18  | DNQ         | DNQ         | DNQ         | DNQ         | DNQ         | DNQ         | DNQ         |             |             |             |             |             |             |             | 0      |
| Pos. | Constructeur    | Nr. | ARG         | BRA         | ZAF         | VSW         | BEL         | MON         | FRA         | GBR         | DUI         | OOS         | NED         | ITA         | CAN         | VST         | Punten |
| Pos. | Constructeur    | Nr. | Grands Prix |             |             |             |             |             |             |             |             |             |             |             |             |             | Punten |

| Resultaat                       |
| ------------------------------- |
| Winnaar                         |
| Tweede plaats                   |
| Derde plaats                    |
| Gefinisht (punten behaald)      |
| Gefinisht (geen punten behaald) |
| Niet geklasseerd (NC)           |
| Uitgevallen (DNF)               |
| Niet gekwalificeerd (DNQ)       |
| Gediskwalificeerd (DSQ)         |
| Niet gestart (DNS)              |
| Gewond (INJ)                    |
| Uitgesloten (EX)                |
| Teruggetrokken (WD)             |
| Niet deelgenomen (blanco cel)   |
| P Pole position                 |
| S Snelste ronde                 |

1950 · 1951 · 1952 · 1953 · 1954 · 1955 · 1956 · 1957 · 1958 · 1959 · 1960 · 1961 · 1962 · 1963 · 1964 · 1965 · 1966 · 1967 · 1968 · 1969 · 1970 · 1971 · 1972 · 1973 · 1974 · 1975 · 1976 · 1977 · 1978 · 1979 · 1980 · 1981 · 1982 · 1983 · 1984 · 1985 · 1986 · 1987 · 1988 · 1989 · 1990 · 1991 · 1992 · 1993 · 1994 · 1995 · 1996 · 1997 · 1998 · 1999 · 2000 · 2001 · 2002 · 2003 · 2004 · 2005 · 2006 · 2007 · 2008 · 2009 · 2010 · 2011 · 2012 · 2013 · 2014 · 2015 · 2016 · 2017 · 2018 · 2019 · 2020 · 2021 · 2022 · 2023 · 2024 · 2025 · 2026 
 Lijst van Formule 1 Grand Prix-wedstrijden